# Радіонова Зоя Антонівна
Радіонова Зоя Антонівна (13 лютого 1915 — 13 травня 2016) — українська режисерка-документалістка.

## З життєпису
Працювала художницею та режисеркою «Київнаукфільму».
Створила стрічки: «Відцентрові механізми» (1958), «Рекуперативне гальмування» (1959), «Електровоз перемінного струму» (1960), «Теплові процеси підприємств хімічної промисловості» (1961), «Електростанції» (1963), «Трансформатори» (1964), «Будова і властивості кристалів» (1965), «Тепловоз Т-40» «Дизель Д-70» (1966), «Електровоз Вл-80К» (1967), «Вихрові струми» (1968), «Електричне зварювання плавленням» (1969), «Апарати і прилади установки безперервного розливання сталі» (1970), «Хромосоми людини» (1971), «Термомеханічна обробка металів» (1971), чимало навчальних фільмів.
Нагороджена медалями. Членка Національної Спілки кінематографістів України.